# Emilijano-romanjolo
Emilijano-romanjolo (ISO 639-3: eml; podijeljen na emilijanski (Emiliano) [egl] i romanjolski (Romagnol) [rgn] i povučen), galoitalski jezik, šire galoromanske skupine kojime se služi oko 2 000 000 ljudi između Piacenze i Ravenne i između rijeke Po i Jadranskog mora, te u području Apenina, uključujući i državu San Marino, u kojoj se govori sanmarinski, dijalekt ovog jezika. Uz sanmarinski postoje i dijalekti zapadnoemilijanski, srednjoemilijanski, istočnoemilijanski, sjevernoromanjolski, južnoromanjolski, Mantovanski, vogherese-pavese i lunigianski.
16. siječnja 2009. ovaj jezik je podijeljen na emilijanski [egl] i romanjolski [rgn].

## Vanjske poveznice
- Ethnologue (14th)
- Ethnologue (15th)